# Матфей (Семашко)
Матві́й Сема́шко (пол. Biskup Mateusz, в миру Костянтин Семашко; 22 жовтня 1894, село Бабичі, Холмська губернія — 13 березня 1985, Лондон) — єпископ Константинопольської православної церкви, єпископ Аспендський, вікарій Фіатирської архієпископії, голова Польської православної церкви закордоном в юрисдикції Константинопольського патріархату.

## Біографія
Закінчив Волинську духовну семінарію (1913), Історико-філологічний інститут князя Безбородька в Ніжині та Сергієвське артилерійське училище в Києві.
Учасник Першої світової війни. Під час Громадянської війни в Росії служив артилеристом в армії Денікіна. Брав участь в польсько-радянській війні на польській стороні.
У 1921 році возведений у сан диякона і священика. У 1922 отримав призначення на прихід в Тарногруд.
Сприяв використанню польської мови замість церковнослов'янської в богослужінн.
У 1925-1932 роки — настоятель церкви в Кракові.
З 1929 року — благочинний Краківського округу.
У 1932-1935 роки — настоятель Преображенської церкви у Львові та благочинний Львівського округу.
У 1936 році возведений у сан протоієрея.
У 1936-1939 роки — професор гомілетики на богословському факультеті Варшавського університету.
У листопаді 1938 року в Почаївській лаврі пострижений в чернецтво з ім'ям Матвій і зведений в сан архімандрита.
29 листопада того ж року висвячений на єпископа Браславського, вікарія Віленської єпархії. Хіротонію здійснили митрополит Варшавський і всієї Польщі Діонісій Валединський, архієпископ Поліський і Пінський Олександр Іноземцев, архієпископ Волинський і Кременецький Олексій Громадський, єпископ Гродненський Сава Совєтов. Обряд висвячення було здійснено під тиском польської влади, яка прагнула полонізувати православних (головним чином українців і білорусів).
У 1939 році після вступу Червоної армії в Польщу емігрував до Литви, пізніше — до Латвії. Незабаром переїхав до Франції.
У 1941-1942 роках — настоятель Свято-Різдвяної церкви в Монружі (під Парижем).
У 1942-1945 роки — настоятель Свято-Миколаївської церкви в Булонь-Бійанкурі.
Вступив в лави Польських Збройних Сил на Заході (PSZnZ), був заступником православного польового ординарія PSZnZ архієпископа Сави Совєтова.
31 грудня 1944 переїхав до Лондона. Разом з архієпископом Саввою Совєтовим організували «Польську Православну Церкву Закордоном» в юрисдикції Константинопольського Патріархату.
У 1951 році після смерті архієпископа Савви став на чолі Польської православної церкви закордоном.
У 1951-1984 роках — настоятель Польської православної церкви в Лондоні. Опікувався ветеранами PSZnZ православного віросповідання.
У 1961 році був підпорядкований, як вікарій Естонської Православної Церкви Константинопольського Патріархату, однак також продовжував діяти як єдиний архієрей «Польської Православної Церкви Закордоном».
З 13 квітня 1978 року, у зв'язку зі скасуванням Естонської Церкви Константинопольського Патріархату, був визначений єпископом Аспендським, вікарієм Фіатирської архієпископії.
Помер 13 березня 1985 року в Лондоні. Похований на Бромптонському цвинтарі.